# Maladie de Poncet
La maladie de Poncet est une arthrite réactionnelle secondaire à une tuberculose. Elle porte le nom du médecin Antonin Poncet (1849-1913) qui l'a décrit. Elle se distingue d'une arthrite tuberculeuse par le fait que le bacille de Koch n'est pas retrouvé dans l'articulation.
Il s'agit d'une maladie rare.
Elle serait plus présente chez les porteurs des groupes HLA-DR3 et DR4 et pourrait témoigner d'une hypersensibilité à l'antigène bactérien.
Elle s'améliore rapidement sous traitement antituberculeux.